# Джарра, Арбана
Арбана Джарра (алб. Arbana Xharra) — албанская журналистка из частично признанной Республики Косово. Она была удостоена множества наград за свою профессиональную деятельность.

## Карьера
Арбана Джарра работает журналистом с 2001 года. В частности, она трудилась в Koha Ditore, первой независимой газете, учреждённой в Косово, в 2006—2007 годах. Джарра также была автором для издания Balkan Insight, в настоящее время она работает шеф-редактором косовского издания Zëri.

### Журналист-расследователь
По мнению Арбаны Джарры развитие демократии невозможно без права прессы расследовать общественно важные проблемы. Так она в своей работе затрагивала широкий спектр вопросов: в 2006 году Джарра исследовала правительственные отчёты о расходах и финансовые махинации; в 2007 году изучала причины инфляции и нехватки продовольствия; в 2010 году проверяла использование активов государственной телекоммуникационной компании Telekomi i Kosovës. В сферу её внимания попали также отношения между бизнесом и политикой. Джарра была вовлечена в судебный процесс в 2012 году, когда она подготовила доклад о коррупции в правительстве, связи местного бизнеса с политиками. Она была оправдана судом, который отметил, что она следовала Кодексу этики для печатных СМИ Косово.
В течение 18 месяцев, начав в 2012 году, Джарра исследовала рост религиозной активности после падения социалистического режима в бывшей Югославии. Она сообщала о религиозном экстремизме и его влиянии на общество. Джарра обнаружила связи исламских экстремистов Косово с террористическими организациями. Раскрытие ею их операционных и финансовых связей помогли правительству в борьбе с этой проблемой, но сама Джарра столкнулась с угрозами жизни в адрес себя и публичными нападками на свою репутацию. Она сообщила о них в полицию, но это не принесло должного результата.
13 мая 2017 года Арбана Джарра подверглась нападению, после чего была доставлена в больницу. Ранее сообщалось о намерении журналистки идти на парламентские выборы в июне того же года от Демократической партии Косова.

## Награды и признание
Арбана Джарра — трёхкратный лауреат премии Программы развития ООН за свои статьи о коррупции в Косово (в 2006, 2007 и 2008 годах). В 2012 году она была награждена Балканским сообществом журналистского мастерства за изучение изменения отношения к исламу в Косово. В 2013 году она была удостоена премии Rexhai Surroi от KOHA Group за статьи об экстремизме и премии Stirring Up Debate от INPO Ferizaj за создание публичного дискурса о религиозном экстремизме. В 2015 году она стала обладательницей международной премии Государственного секретаря США за женскую отвагу. В 2022 году Арбана Джарра получила премию от журнала «My New York» в номинации «за героизм».